# Daniel Vélez
Daniel Vélez (Medellín, 8 de octubre de 1973-Medellín, 23 de junio de 2021) fue un futbolista colombiano. Jugó como guardameta y su último equipo fue el Santa Fe de la Categoría Primera A colombiana.

## Fallecimiento
Daniel Vélez falleció a los cuarenta y siete años, el 23 de junio de 2021, producto del COVID-19.

## Clubes
| Club                 | País      | Año         |
| -------------------- | --------- | ----------- |
| DIM                  | Colombia  | 1997 - 2000 |
| Deportivo Pereira    | Colombia  | 2001        |
| Atlético Bucaramanga | Colombia  | 2002 - 2003 |
| Deportivo Pereira    | Colombia  | 2003        |
| Atlético Bucaramanga | Colombia  | 2004 - 2006 |
| Portuguesa FC        | Venezuela | 2007        |
| Guaros FC            | Venezuela | 2008        |
| Santa Fe             | Colombia  | 2009 - 2010 |

## Selecciones
Formó parte de Colombia que participó en el Campeonato Sudamericano Sub-20 de 1992 y en la Copa Mundial de Fútbol Sub-20 de 1993.

## Palmarés

### Campeonatos nacionales
| Título        | Club     | País     | Año  |
| ------------- | -------- | -------- | ---- |
| Copa Colombia | Santa Fe | Colombia | 2009 |